# Lindsaea pickeringii
Lindsaea pickeringii là một loài thực vật có mạch trong họ Dennstaedtiaceae. Loài này được (Brack.) Mett. ex Kuhn miêu tả khoa học đầu tiên năm 1869.